# Pseudo-Chalkidische Vasenmalerei

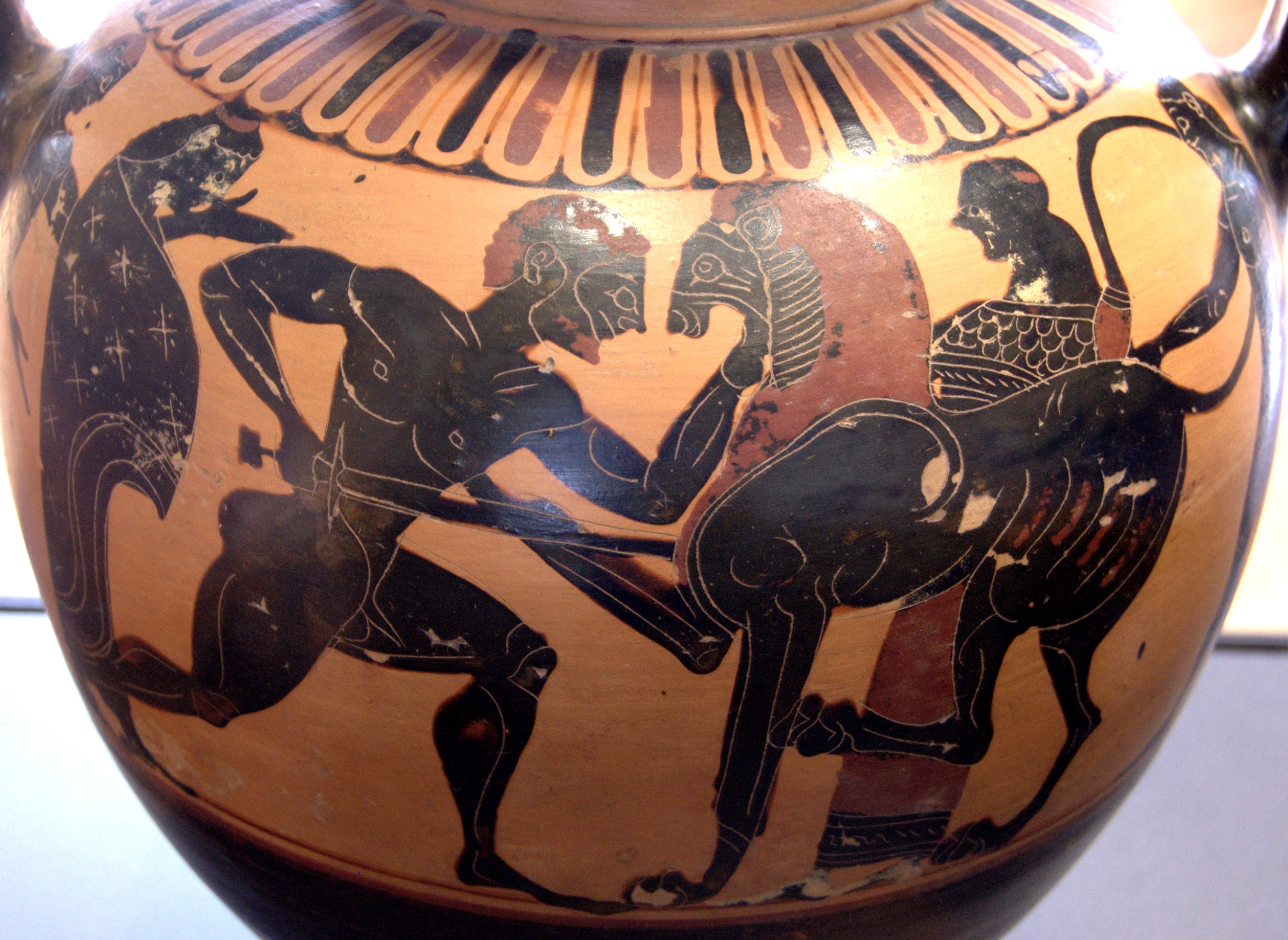
Herakles tötet den Nemëischen Löwen, Vorderseite einer Halsamphora der Polyphem-Gruppe, um 560/40 v. Chr.

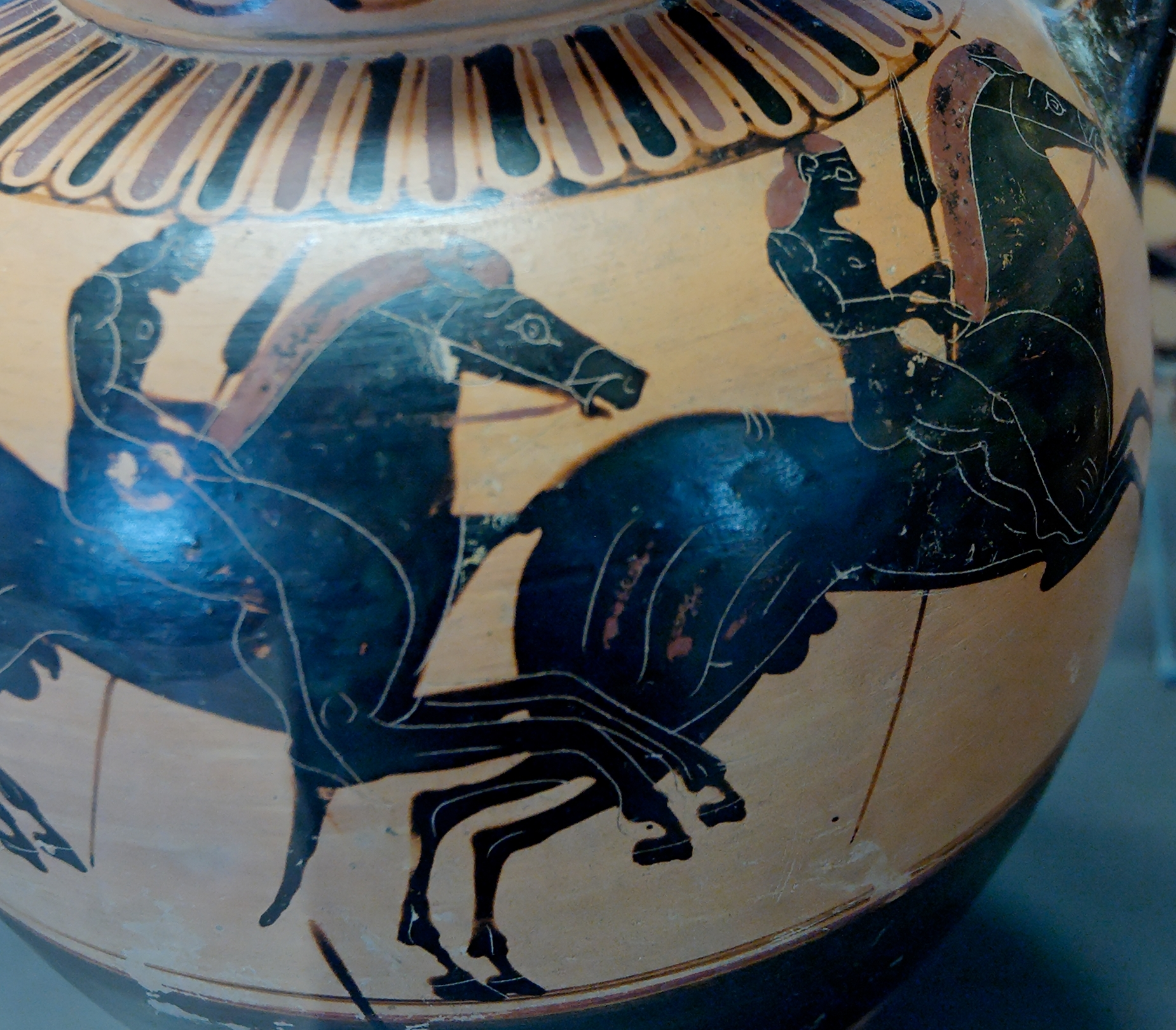
Läufer auf der Rückseite derselben Amphora

Die Pseudo-Chalkidische Vasenmalerei ist eine bedeutende Gattung der schwarzfigurigen griechischen Vasenmalerei im 6. Jahrhundert v. Chr.
Die Pseudo-Chalkidische Vasenmalerei lehnt sich stark an die Chalkidische Vasenmalerei an. Sie weist aber auch starke Bezüge zur attischen und korinthischen Vasenmalerei auf. So benutzen die Künstler hier nicht das chalkidische, sondern das ionische Alphabet für Beischriften. Zudem weisen die Vasen eine andere Tonbeschaffenheit auf. Heute sind etwa 70 Vasen der Gattung bekannt, die erstmals von Andreas Rumpf zusammengestellt wurden. Möglicherweise sind die Kunsthandwerker Nachfolger der Chalkidischen Vasenmaler und Töpfer, die nach Etrurien einwanderten. Eine andere Erklärung für die Unterschiede zwischen Chalkidischen und Pseudo-Chalkidischen Vasen wären unterschiedliche Werkstatttraditionen und Zugang zu anderen Tonlagerstätten, die gewisse technische Variationen notwendig machten.
Die Pseudo-Chalkidische Vasenmalerei lässt sich in zwei Gruppen aufteilen. Die ältere der beiden Gruppen ist die Polyphem-Gruppe. Sie stellt auch den größeren Teil der erhaltenen Werke dar. Die bevorzugten Vasenformen waren vor allem Halsamphoren und Oinochoen. Meist werden Tiergruppen gezeigt, selten Mythenbilder (Herakles, Hephaistos). Die Gefäße wurde in Etrurien und auf Sizilien, aber auch in Marseille und Vix gefunden. Die jüngere und weniger produktive Memnon-Gruppe, der derzeit 12 Gefäße zugeschrieben werden, hatte einen weitaus kleineren Verbreitungsraum, der sich ausschließlich auf Etrurien und Sizilien beschränkte. Bis auf eine Oinochoe produzierten sie nur Halsamphoren, die zumeist mit Tieren und Reitern bemalt wurden. Einmal wird eine Wagenfahrt gezeigt, zudem eine Amphore mit Odysseus und Kirke.